# 栃天晃正嵩
栃天晃 正嵩（とちてんこう まさたか、1967年2月19日 - ）は、群馬県高崎市出身の元大相撲力士。現役時代は、春日野部屋に所属した。本名は島方 守（しまかた まもる）。現役当時の体格は180cm、152kg。得意手は右四つ、寄り、上手投げ、叩き込み、食い下がり。血液型はB型。趣味は睡眠と酒。自己最高位は東十両4枚目（1993年9月場所）。

## 来歴
中学時代は柔道の道場に通っていたが、相撲の大会にも駆出されることが多く、群馬県大会で優勝し全国大会に出場するなど活躍した。知人の紹介で中学卒業と同時に春日野部屋に入門。1982年3月場所で初土俵を踏んだ。
以降、順調に番付を上げて行き、初土俵から3年半たった1985年9月場所で幕下に昇進。1990年5月場所では幕下唯一の6戦全勝としたが、幕下優勝のかかった7番相撲で星違いの琴の若に敗れ、1敗力士8人による決定戦の末、優勝を逃した（優勝は林）。幕下上位で苦労したものの1991年1月場所で新十両に昇進。以後十両と幕下との往復はあったが、1993年9月場所では自己最高位となる東十両4枚目まで番付を上げた。新入幕の期待もあったが序盤から星が伸びず、後半やや持ち直したものの結局6勝9敗と負け越してしまい入幕はならなかった。1996年7月場所、西幕下3枚目で6勝1敗の星を残し十両復帰を決めた。尚、同場所では幕下で6戦全勝の広瀬山と大日ノ出が13日目、7番相撲で共に敗れた（2人は同部屋のため、6戦全勝同士の直接対決が組まれず双方星違いの力士に敗れた）ため、2度目の幕下優勝決定戦出場を果たした（準決勝で同部屋の後藤に敗れ、優勝は金作）。翌1996年9月場所、十両に復帰したものの1勝14敗と大敗を喫し、一場所で幕下に逆戻りし、陥落した場所は一気に幕下の二ケタ台まで番付を落とし、後述のように幕下上位まで番付を戻した場所もあったが以後十両復帰は果たせなかった。2000年11月場所後には若者頭転身を打診されたが、現役にこだわりたいとの理由から辞退した（若者頭には弟弟子の元前頭11・栃乃藤が就任した）。2002年7月場所では西幕下4枚目で6番相撲を終えて3勝3敗とし千秋楽の7番相撲に勝てば十両復帰が濃厚であったが、十両琴冠佑とのベテラン対決に敗れ復帰はならなかった。以降は体力の衰えにより、立ってすぐ叩く相撲が多くなり、2007年には三段目に陥落したが、41歳となった翌年に幕下に復帰した。
2007年11月28日、元三段目で戦後の年長記録を更新してきた一ノ矢が引退したことにより角界最年長力士になった。
2008年3月場所は、現役在位157場所目に当たり、元小結・大潮の記録を抜き史上1位の記録保持者となった。
また、幕下在位は100場所を超え、相撲教習所の指導員を長く務め新弟子たちを熱心に指導した。
2010年1月場所では42歳の現役最年長ながら三段目の地位で12日目までに6戦全勝と好成績を挙げ、優勝決定戦まであと1勝としていたが13日目の七番相撲で敗れ、史上最年長での各段優勝を逃した。3月場所でも5勝2敗と勝ち越し、5月場所で戦後最高齢となる43歳2ヵ月での幕下復帰を果たしたが、その幕下に復帰した場所が最後の勝ち越し場所となった。
三段目下位にあった2011年1月場所で途中休場し負け越したため、翌5月技量審査場所の順席にて関取昇進後初の序二段へ陥落（1984年3月場所以来、162場所ぶり）、同場所限りで引退した。
また、蔵前国技館での本場所を経験した最後の現役力士でもあったが、栃天晃の引退によって蔵前国技館での本場所を経験した現役力士は一人もいなくなった。
現在は、栃木県内の飲食店に勤務しているという。

## エピソード
- 新十両昇進を果たす前年、先代師匠（元横綱・栃錦）が逝去、結果的に先代の一周忌を前に関取昇進を果たしたが、本人は昇進時のインタビューで「先代に関取の晴れ姿を見せてあげたかった」と話していた。
- 入門した時の師匠は元横綱・栃錦、その後元横綱・栃ノ海、元関脇・栃乃和歌と3代の師匠に仕え、29年間現役を務めた。また、栃錦の弟子として最後の現役力士であった。
- 自己最高位の1993年9月場所には立洸戦で幕内の土俵に上がり勝利している。
- 通算勝ち星647勝、幕下在位120場所、41歳2か月、43歳2か月での幕下復帰、1984年3月以来162場所ぶりの序二段陥落など様々な記録を持つ。
- 引退時の力士褒賞金は114円に達しており、これは最高位が十両の力士としては史上最高額である。ただし、実際に力士褒賞金を受領できたのは11場所の十両在籍の時だけに過ぎず、最高額達成時に力士報奨金を受領していたわけではない。
- 現役在位は175場所で引退当時は史上1位だった[注釈 1]。

## 主な成績
- 生涯成績：647勝601敗58休 勝率.518[注釈 2]
- 十両成績：69勝96敗 勝率.418
- 幕下以下成績：578勝505敗58休 勝率.534
- 現役在位：175場所（史上3位）[注釈 3]
- 十両在位：11場所
- 幕下以下在位：164場所

### 場所別成績
| | 一月場所 初場所（東京） | 三月場所 春場所（大阪） | 五月場所 夏場所（東京）   | 七月場所 名古屋場所（愛知） | 九月場所 秋場所（東京）  | 十一月場所 九州場所（福岡） |
| --- | ----------------------- | ----------------------- | ------------------------- | --------------------------- | ------------------------ | --------------------------- |
| 1982年 （昭和57年） | x                       | （番付外）              | 東序ノ口11枚目 5–2        | 東序二段107枚目 3–4         | 東序二段122枚目 6–1      | 西序二段47枚目 4–3          |
| 1983年 （昭和58年） | 西序二段23枚目 5–2      | 東三段目83枚目 1–3–3    | 西序二段21枚目 休場 0–0–7 | 東序二段81枚目 5–2          | 東序二段39枚目 3–4       | 東序二段52枚目 6–1          |
| 1984年 （昭和59年） | 東三段目79枚目 2–5      | 西序二段6枚目 5–2       | 西三段目68枚目 4–3        | 西三段目50枚目 6–1          | 西三段目5枚目 休場 0–0–7 | 東三段目56枚目 5–2          |
| 1985年 （昭和60年） | 西三段目21枚目 2–5      | 東三段目44枚目 5–2      | 西三段目14枚目 4–3        | 西三段目筆頭 5–2            | 東幕下39枚目 3–4         | 東幕下51枚目 4–3            |
| 1986年 （昭和61年） | 西幕下35枚目 4–3        | 東幕下24枚目 4–3        | 東幕下16枚目 1–6          | 東幕下45枚目 6–1            | 西幕下19枚目 3–4         | 東幕下28枚目 2–5            |
| 1987年 （昭和62年） | 東幕下50枚目 3–4        | 西三段目3枚目 4–3       | 東幕下51枚目 5–2          | 西幕下31枚目 4–3            | 東幕下21枚目 3–4         | 西幕下30枚目 5–2            |
| 1988年 （昭和63年） | 東幕下16枚目 3–4        | 東幕下23枚目 3–4        | 西幕下31枚目 6–1          | 東幕下14枚目 5–2            | 東幕下7枚目 3–4          | 西幕下11枚目 3–4            |
| 1989年 （平成元年） | 西幕下17枚目 3–4        | 西幕下22枚目 2–5        | 西幕下39枚目 5–2          | 西幕下22枚目 6–1            | 東幕下7枚目 4–3          | 西幕下2枚目 4–3             |
| 1990年 （平成2年） | 東幕下筆頭 2–5          | 東幕下11枚目 2–5        | 西幕下28枚目 6–1          | 東幕下11枚目 4–3            | 東幕下5枚目 5–2          | 東幕下3枚目 4–3             |
| 1991年 （平成3年） | 西十両13枚目 7–8        | 東幕下3枚目 3–4         | 東幕下8枚目 4–3           | 西幕下2枚目 3–4             | 東幕下8枚目 3–4          | 東幕下13枚目 5–2            |
| 1992年 （平成4年） | 西幕下5枚目 5–2         | 西十両13枚目 8–7        | 西十両9枚目 6–9           | 西十両11枚目 7–8            | 西十両12枚目 3–12        | 西幕下10枚目 5–2            |
| 1993年 （平成5年） | 西幕下3枚目 4–3         | 東幕下2枚目 5–2         | 西十両11枚目 9–6          | 東十両8枚目 10–5            | 東十両4枚目 6–9          | 西十両8枚目 7–8             |
| 1994年 （平成6年） | 西十両9枚目 5–10        | 西幕下2枚目 2–5         | 東幕下13枚目 4–3          | 西幕下9枚目 4–3             | 西幕下7枚目 5–2          | 東幕下4枚目 3–4             |
| 1995年 （平成7年） | 西幕下9枚目 1–6         | 西幕下31枚目 5–2        | 西幕下17枚目 4–3          | 西幕下13枚目 3–4            | 西幕下19枚目 4–3         | 東幕下14枚目 5–2            |
| 1996年 （平成8年） | 東幕下6枚目 3–4         | 東幕下12枚目 5–2        | 東幕下6枚目 4–3           | 西幕下3枚目 6–1             | 東十両12枚目 1–14        | 西幕下15枚目 2–5            |
| 1997年 （平成9年） | 西幕下31枚目 2–5        | 西幕下49枚目 5–2        | 東幕下32枚目 6–1          | 東幕下13枚目 3–4            | 西幕下21枚目 3–4         | 西幕下30枚目 6–1            |
| 1998年 （平成10年） | 東幕下12枚目 6–1        | 西幕下3枚目 3–4         | 西幕下8枚目 1–1–5         | 東幕下28枚目 休場 0–0–7     | 東幕下28枚目 3–4         | 西幕下34枚目 4–3            |
| 1999年 （平成11年） | 西幕下25枚目 3–4        | 西幕下33枚目 1–6        | 西三段目筆頭 4–3          | 東幕下53枚目 4–3            | 東幕下42枚目 4–3         | 西幕下33枚目 2–5            |
| 2000年 （平成12年） | 東幕下44枚目 3–4        | 西幕下54枚目 4–3        | 西幕下45枚目 5–2          | 西幕下29枚目 4–3            | 東幕下24枚目 1–6         | 西幕下41枚目 4–3            |
| 2001年 （平成13年） | 東幕下35枚目 4–3        | 西幕下27枚目 4–3        | 東幕下24枚目 4–3          | 西幕下17枚目 4–3            | 西幕下12枚目 1–6         | 東幕下33枚目 3–4            |
| 2002年 （平成14年） | 東幕下42枚目 6–1        | 西幕下18枚目 5–2        | 東幕下9枚目 4–3           | 西幕下4枚目 3–4             | 西幕下10枚目 4–3         | 西幕下6枚目 1–2–4           |
| 2003年 （平成15年） | 西幕下30枚目 休場 0–0–7 | 西幕下30枚目 3–4        | 西幕下38枚目 5–2          | 東幕下23枚目 4–3            | 東幕下19枚目 2–5         | 西幕下34枚目 6–1            |
| 2004年 （平成16年） | 東幕下10枚目 4–3        | 東幕下7枚目 2–5         | 西幕下20枚目 2–5          | 東幕下34枚目 2–5            | 東幕下55枚目 6–1         | 東幕下25枚目 3–4            |
| 2005年 （平成17年） | 西幕下31枚目 2–5        | 東幕下54枚目 3–4        | 東三段目7枚目 6–1         | 西幕下32枚目 5–2            | 西幕下19枚目 3–4         | 西幕下24枚目 4–2            |
| 2006年 （平成18年） | 東幕下17枚目 4–3        | 西幕下12枚目 3–4        | 東幕下20枚目 0–1–6        | 東幕下56枚目 6–1            | 東幕下26枚目 1–6         | 西幕下50枚目 5–2            |
| 2007年 （平成19年） | 東幕下34枚目 2–5        | 東幕下55枚目 3–4        | 西三段目10枚目 2–5        | 西三段目30枚目 4–3          | 西三段目16枚目 4–3       | 東三段目5枚目 3–4           |
| 2008年 （平成20年） | 西三段目13枚目 3–4      | 東三段目24枚目 5–2      | 東幕下59枚目 4–3          | 西幕下50枚目 1–4–2          | 西三段目20枚目 4–3       | 東三段目7枚目 3–4           |
| 2009年 （平成21年） | 東三段目24枚目 3–4      | 東三段目42枚目 3–4      | 西三段目58枚目 3–4        | 西三段目72枚目 5–2          | 東三段目45枚目 3–4       | 東三段目58枚目 3–4          |
| 2010年 （平成22年） | 西三段目76枚目 6–1      | 東三段目19枚目 5–2      | 西幕下58枚目 4–3          | 西幕下50枚目 1–6            | 西三段目19枚目 0–7       | 西三段目69枚目 3–4          |
| 2011年 （平成23年） | 東三段目88枚目 2–2–3    | 八百長問題 により中止   | 東序二段14枚目 引退 0–0–6 | x                           | x                        | x                           |
| 各欄の数字は、「勝ち-負け-休場」を示す。 優勝 引退 休場 十両 幕下 三賞：敢=敢闘賞、殊=殊勲賞、技=技能賞 その他：★=金星 番付階級：幕内 - 十両 - 幕下 - 三段目 - 序二段 - 序ノ口 幕内序列：横綱 - 大関 - 関脇 - 小結 - 前頭（「#数字」は各位内の序列） |                         |                         |                           |                             |                          |                             |

## 改名歴
- 島方 守（しまかた まもる）1982年5月場所 - 1985年3月場所
- 栃天晃 正嵩（とちてんこう まさたか）1985年5月場所 - 2011年5月技量審査場所